# Neighborhoods (альбом Blink-182)
Neighborhoods — шостий студійний альбом американського поп-панк-гурту Blink-182, виданий 27 вересня 2011 року на лейблі Geffen Records. Neighborhoods став другим альбомом Blink-182, який був виданий самостійно. Диск став для гурту першим з часу повернення з «безстрокової відпустки» в 2009 році. Після чого, Blink-182 відправились в турне по США і Європі, через це були зірвані терміни для запису альбому.

## Про альбом
Вихід Neighborhoods відкладався не раз. Не дивлячись на те, що перші демозаписи були зроблені ще 2009, студійні сесії гурт почав лише в червні 2010 року. В квітні 2011 року, Blink-182 були вимушені скасувати свій європейський тур, в зв'язку з тим, що для запису альбому потрібно було значно більше часу, ніж очікувалось раніше. Після цього випадку, лейбл Geffen Records поставив гурту крайній термін для випуску дебютного синглу з нового альбому — 31 липня. Пісня «Up All Night» була видана трохи раніше заданого терміну — 14 липня 2011 року.

## Список композицій
Автор музики і слів Марк Гоппус, Том ДеЛонг, і Тревіс Баркер. 
| #     | Назва                      | Тривалість |
| ----- | -------------------------- | ---------- |
| 1.    | «Ghost on the Dance Floor» | 4:17       |
| 2.    | «Natives»                  | 3:55       |
| 3.    | «Up All Night»             | 3:20       |
| 4.    | «After Midnight»           | 3:25       |
| 5.    | «Heart's All Gone»         | 3:15       |
| 6.    | «Wishing Well»             | 3:20       |
| 7.    | «Kaleidoscope»             | 3:52       |
| 8.    | «This Is Home»             | 2:46       |
| 9.    | «MH 4.18.2011»             | 3:27       |
| 10.   | «Love Is Dangerous»        | 4:27       |
| 36:34 |                            |            |

| Deluxe edition | Deluxe edition               | Deluxe edition |
| #              | Назва                        | Тривалість     |
| -------------- | ---------------------------- | -------------- |
| 1.             | «Ghost on the Dance Floor»   | 4:17           |
| 2.             | «Natives»                    | 3:55           |
| 3.             | «Up All Night»               | 3:20           |
| 4.             | «After Midnight»             | 3:25           |
| 5.             | «Snake Charmer»              | 4:27           |
| 6.             | «Heart's All Gone Interlude» | 2:02           |
| 7.             | «Heart's All Gone»           | 3:15           |
| 8.             | «Wishing Well»               | 3:20           |
| 9.             | «Kaleidoscope»               | 3:52           |
| 10.            | «This Is Home»               | 2:46           |
| 11.            | «MH 4.18.2011»               | 3:27           |
| 12.            | «Love Is Dangerous»          | 4:27           |
| 13.            | «Fighting the Gravity»       | 3:42           |
| 14.            | «Even If She Falls»          | 3:00           |
| 49:10          |                              |                |